# Mozilla Sunbird
Mozilla Sunbird war eine eigenständige, plattformunabhängige Personal-Information-Manager-Software (PIM-Software) des Mozilla-Projekts. Es entstand als Teilprojekt von Mozilla Calendar, in dem auch die Thunderbird-Erweiterung Lightning entwickelt wurde. Sunbird verwendet ab der Version 0.3a1 eine SQLite-Datenbank zur internen Speicherung der Kalenderdaten, unterstützt aber auch den Standard iCalendar zum Speichern und Laden von externen Kalendern. Es existieren weitere Im- und Exportfilter für verschiedene andere Dateiformate.
Die Entwicklung sollte letztlich sowohl den Browser Mozilla Firefox als auch das E-Mail-Programm Mozilla Thunderbird unterstützen und leistete somit einen weiteren Beitrag zu einer vollständigen Open-Source-Alternative zum Internet Explorer und Microsoft Outlook, aber auch zu den zusammen mit macOS (Apple) vertriebenen Programmen Apple Mail, Adressbuch und iCal.
Die Entwicklung von Sunbird als eigenständiges Programm wurde im Frühjahr 2010 offiziell eingestellt. Die im April 2010 erschienene Version Sunbird 1.0 beta1 ist das letzte offizielle Release des Mozilla Calendar Projekts. In der offiziellen Projektverlautbarung wird empfohlen, künftig Lightning auf der Basis von Thunderbird Version 3 zu benutzen. Eine Fortführung der Entwicklung von Sunbird als standalone-Anwendung ist demnach allenfalls außerhalb des Mozilla-Projekts zu erwarten. Der Projektname Sunbird wurde somit entgegen zwischenzeitlicher Mutmaßungen bis zur Abkündigung des Projektes beibehalten.

## Entwicklungsstand
Sunbird befand sich nach offizieller Lesart bis zuletzt in der Entwicklungsphase, da nie eine offiziell produktive Version veröffentlicht wurde. Die Entwickler empfahlen trotz des tatsächlichen Reifegrades der Software jeweils nur einen Testeinsatz. Die Entwicklung der aktuellen Version verlief stark verzögert: Die letzte Version vor der aktuellen Version, die Version 0.9, erschien am 23. September 2008 und war bereits in vielen verschiedenen Sprachen, darunter auch Deutsch, verfügbar. Die Version 1.0 war für Anfang 2009 angekündigt, erschien aber erst 2010 mit über einjähriger Verspätung und nur als Beta-Version.
Anfang April 2009 wurde bekanntgegeben, dass das Kalender-Projekt zugunsten der Thunderbird-Erweiterung Lightning eingestellt wird. Mit der letzten Version Sunbird 1.0 Beta 1 ist das Projekt offiziell beendet. Für die Windows-Plattform wird diese Version von der Mozilla Foundation nur im „unsigned“-Zweig des Binär-Repositories herausgegeben.

### Versionsgeschichte
| Gecko- Version | Version    | Veröffentlichung   | Anmerkungen und wichtige Änderungen                                                             |  |
| -------------- | ---------- | ------------------ | ----------------------------------------------------------------------------------------------- |  |
| 1.8            | 0.2        | 4. Februar 2005    |                                                                                                 |  |
| 1.9            | 0.3        | 11. Oktober 2006   | Speicherart von Dateien im iCalendar-Format zu SQLite                                           |  |
| 1.9            | 0.3.1      | 19. Februar 2007   | Zeitzonenupdate                                                                                 |  |
| 1.8            | 0.5        | 27. Juni 2007      | Stabilitäts-Downgrade von Gecko auf Version 1.8                                                 |  |
| 1.8            | 0.7        | 25. Oktober 2007   | Termine und Aufgaben können in unterschiedlichen Zeitzonen erstellt werden, verbessertes Design |  |
| 1.8            | 0.8        | 4. April 2008      | verbesserte Aufgabenliste, Offline-Modus                                                        |  |
| 1.8            | 0.9        | 23. September 2008 |                                                                                                 |  |
|                | 1.0 Beta 1 | 30. März 2010      | letztes offizielles Release des Projektes                                                       |  |

### Portable Sunbird
Ab der Version 0.3 gibt es eine spezielle Variante, die als portable Software auf PCs von einem beliebigen Datenträger aus ohne Installation gestartet werden kann.

## Funktionen
- Kalendarium
- Zeitmanagement